# Tuotuo He
Tuotuo He (kinesiska: 沱沱河) är ett vattendrag i Kina. Det ligger i provinsen Qinghai, i den nordvästra delen av landet, omkring 930 kilometer väster om provinshuvudstaden Xining.